# 渡部哲哉
渡部 哲哉（わたなべ てつや、 1973年4月23日 - ）は、日本の作曲家・編曲家・サクソフォーン奏者。株式会社ネクサス音楽出版代表取締役。常葉大学短期大学部音楽科非常勤講師。一般社団法人「全日本校歌協会」理事。作曲集団「風の会」会員。元航空自衛隊音楽隊員。

## 人物
東京都田無市（現・西東京市）生まれ。編曲を小学校1年生から、サクソフォーンを高校から始めた。埼玉県内の高校を卒業後に進んだ東京コンセルヴァトアール尚美（現・尚美ミュージックカレッジ専門学校）で、選考優秀賞及び総合優秀賞を受賞。1996年に同校を首席で卒業し、航空自衛隊に入隊。浜松基地（静岡県浜松市）に所在する中部航空音楽隊に配属。1997年、日本吹奏楽学会主催「管楽合奏のための作編曲コンテスト」で「佳作」入選および「審査員特別賞」を受賞。2002年、日本吹奏楽指導者協会（JBA）第35回下谷賞選考会で「下谷賞優秀賞」（第1位）受賞。同年、防衛庁から第3級防衛功労章を授与された。2003年、第36回下谷賞佳作。2004年、自由演奏会作曲コンクールで「最優秀賞」（第1位）を受賞。2006年、第39回下谷賞佳作。2011年、第2回日本管打・吹奏楽学会作曲賞佳作。中部航空音楽隊でコンサートマスターを務めていたが、2017年3月に航空自衛隊を依願退職した。同年4月、浜松市内に「ネクサス音楽出版」を設立し、代表取締役に就任した。サクソフォーンを小串俊寿に、室内楽を服部吉之・岩本伸一に、指揮法を林紀人に、作編曲を伊藤康英・髙橋伸哉に、吹奏楽指導を鈴木孝佳（TAD鈴木）・近藤久敦に、それぞれ師事した。

## 主な作品

### 作曲
- コンサートマーチ「ジョイフル・ポケット」〜私の大事なおもちゃ箱（JBA下谷賞受賞［2002年］[6]）
- 吹奏楽のための舞楽「古都の彩」（JBA下谷賞佳作［2003年］[7]）
- 行進曲「風の音に乗って」（自由演奏会作曲コンクール最優秀賞受賞［2004年］、第8回「響宴」参加[8][9][10]）
- 「オマージュ」〜限りある空の時を
- 行進曲「春色の扉」（JBA下谷賞佳作［2006年］[11]）
- 「オマージュ」〜潤いは全てに生命を与えた（第9回「響宴」参加[12][10]）
- 落ち葉の舞う季節（木管三重奏・クラリネット八重奏・木管八重奏）
- 「花柳の舞」〜舞妓たちの光と陰（金管八重奏・吹奏楽）
- 懐古の時間（木管五重奏）
- 吹奏楽のための組曲「ウィンド・カラーズ」（第15回「響宴」参加[13][10]）
- サニー・デイ（第16回「響宴」参加[14][10]）
- 暁天を渡る月の舟（第22回「響宴」参加[15][10]）

### 編曲
- 映画音楽「来たるべき世界」（ブリス）
- 歌劇「いやいやながらの王様」より「ポーランドの祭り」（シャブリエ）
- 組曲「ナイアガラの大瀑布」（グローフェ）
- 「海猿」〜ハイライト（佐藤直紀）
- 「ALWAYS 三丁目の夕日」〜ハイライト（佐藤直紀）
- 「交響組曲「天地人」」（大島ミチル）
- 「交響組曲「龍馬伝」」（佐藤直紀）

ほか